# Basalia melanosticta
Basalia melanosticta là một loài bướm đêm thuộc họ Erebidae. Nó được tìm thấy ở Palni Hills in south-central Ấn Độ.
Con trưởng thành bay vào tháng 8.
Sải cánh dài 17–19 mm. 